# Guillem de Peñacorada
Guillem de Peñacorada (mort ca. 1175) va ésser un canonge regular de Sant Agustí i eremita. Tot i que ha estat considerat tradicionalment com a monjo benedictí del segle x, sembla que va ser canonge regular de Sant Agustí i que visqué al segle xii. Les fonts tradicionals situen Guillem al segle x, però no hi ha fonaments històrics. Havia estat monjo al monestir de Sahagún (província de Lleó), la qual cosa és inversemblant per les dates. Cap al 998, va marxar amb altres monjos a les muntanyes de Peñacorada, fugint de la invasió musulmana, i on va edificar el monestir de Santa María de los Valles.
Probablement va ser un eremita que, com Froilà de Lugo o Atilà de Zamora, va abraçar després la vida monàstica. Primer va viure a una cova del vessant meridional de Peñacorada, prop de Cistierna. D'aquí va passar al priorat de Santo Tomé de Peñacorada, prop de Quintana de la Peña. Va estar molt vinculat, perquè la fundés o s'hi hostatgés, a la comunitat augustiniana propera al santuari de la Virgen de la Velilla, anomenada de Santa María de los Valles. Elegit prior d'aquest monestir va governar-lo amb encert.
A la seva mort, en llaor de santedat, va donar nom al monestir, anomenat de San Guillermo. Annexionat en 1281 a la catedral de Lleó, ja estava abandonat al segle xv. Enterrat al monestir, quan va ésser abandonat, part de les seves restes van portar-se al monestir de San Guillermo de Villabuena, prop de Bembibre; el 1835, arran de la desamortització, va portar-se a San Miguel de las Dueñas, monestir cistercenc d'Astorga, on són actualment.